# Río Broadback
El río Broadback (del inglés: Broadback River); en francés: Rivière Broadback es un importante río de la vertiente ártica de Canadá que discurre por la provincia de Quebec y desemboca en la pequeña bahía de Rupert, en el extremo sur de la bahía de James,  justo al sur de la boca del río Rupert y de la comunidad cree de Waskaganish. El río tiene una longitud de 450 km, drena una cuenca de 20 800 km² y tiene un caudal medio de 350 m³/s. El río atraviesa en su discurrir el amplio lago Evans (con una superficie de  547 km², incluidas islas).
El río es un popular destino para la práctica de la acampada en canoa (canoe camping).
El Broadback, junto con los ríos Nottaway y  Rupert, fue inicialmente considerado para ser represado y desarrollado como parte del Proyecto de la bahía de James. Pero en 1972 el desarrollo hidroeléctrico comenzó en los ríos más septentrionales de La Grande y Eastmain, y el Proyecto NBR fue dejado de lado. Con la decisión de desviar el río Rupert hacia el río La Grande, no es probable que el Nottaway se desarrolle en un futuro previsible.

## Afluentes

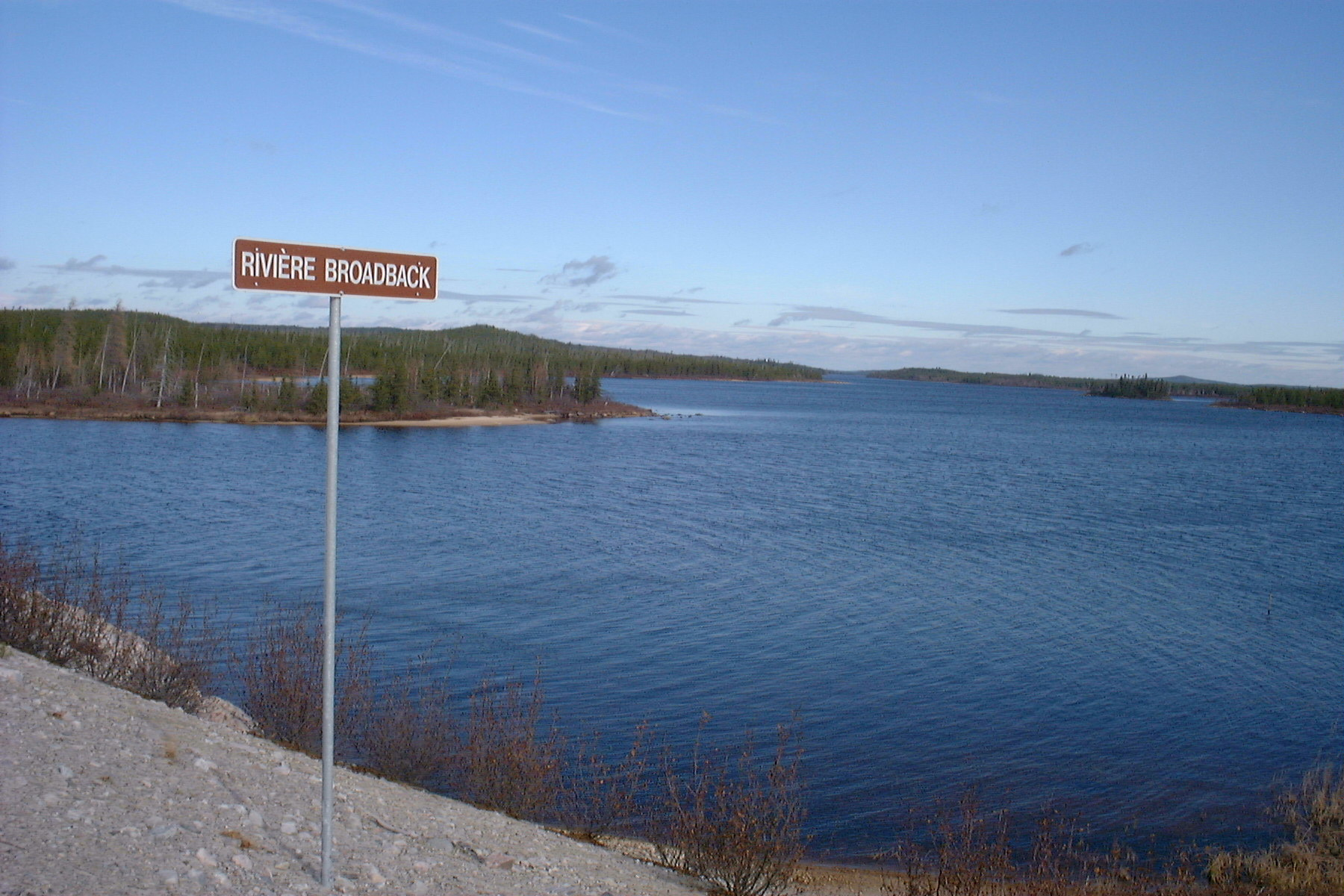
Otra vista del río

Dado que el río Broadback fluye relativamente cerca del borde norte de la cuenca, la mayoría de sus principales afluentes son afluentes izquierdos.  Los principales afluentes en orden descendente son los siguientes lagos y ríos:
- río Châtillon
- río Assinica
- río Coigne (afluente derecho)
- río Nipukatasi
- río Salamandre
- río Ouasouagami
- río Colomb
- río Kaminahikuschit
- río Natouacamisie
- río Machisipi
- río Lepallier